# Рождество Богородично (Богородица)
„Рождество Богородично“ (на македонска литературна норма: „Рождество Богородично“) е възрожденска православна църква в гевгелийското село Богородица, югоизточната част на Северна Македония. Част е от Повардарската епархия на Македонската православна църква.

## История и архитектура
Първоначалната църква е построена в XIX век на друго място. Съвременната сърква е построена от българския строител Андон Китанов в 1911 година. Иконостасът е изработен от неизвестен зограф от Галичник в 1935 година. Църквата е трикорабна, с плоски дървени тавани и средният кораб надвишава страничните два. В средата на централния кораб е изписана фреска на Иисус Христос Вседържител. Иконостасът в църквата е изпълнен с четири реда икони, изписани от неизвестен зограф. В църквата има и стари икони от XIX век от непознати зографи.